# Luxeed R7
Luxeed R7 — полноразмерный электромобиль, выпускаемый подразделением Luxeed компании Chery Automobile с 2024 года.

## История и описание модели
Luxeed R7 впервые был представлен в июне 2024 года. После S7, это второй автомобиль бренда Luxeed. Стилистические особенности были воссозданы в широком диапазоне.
Массивный кузов получил круглые колёсные арки, пологую линию крыши с чётко обозначенной линией заднего спойлера, а также большую широкую световую бленду, соединяющую овальные абажуры. В передней полосе преобладали объёмные, скошенные у нижнего края фары, а ещё одной характерной деталью были выдвижные дверные ручки, сегмент радара у края лобового стекла и застеклённая крыша.

### Продажи
Продажи Luxeed R7 намечены на конец 2024 года на внутреннем рынке Китая. Возможны продажи и в других странах.

### Технические характеристики
Luxeed R7 оснащается одним или двумя электродвигателями. Базовая комплектация оснащается электродвигателем мощностью 288 л. с., а топовая комплектация оснащается двумя электродвигателями мощностью 489 л. с. Благодаря аккумулятору напряжением 800 В автомобиль поддерживает быструю зарядку с максимальным запасом хода до 855 км по циклу CLTC.

## Галерея

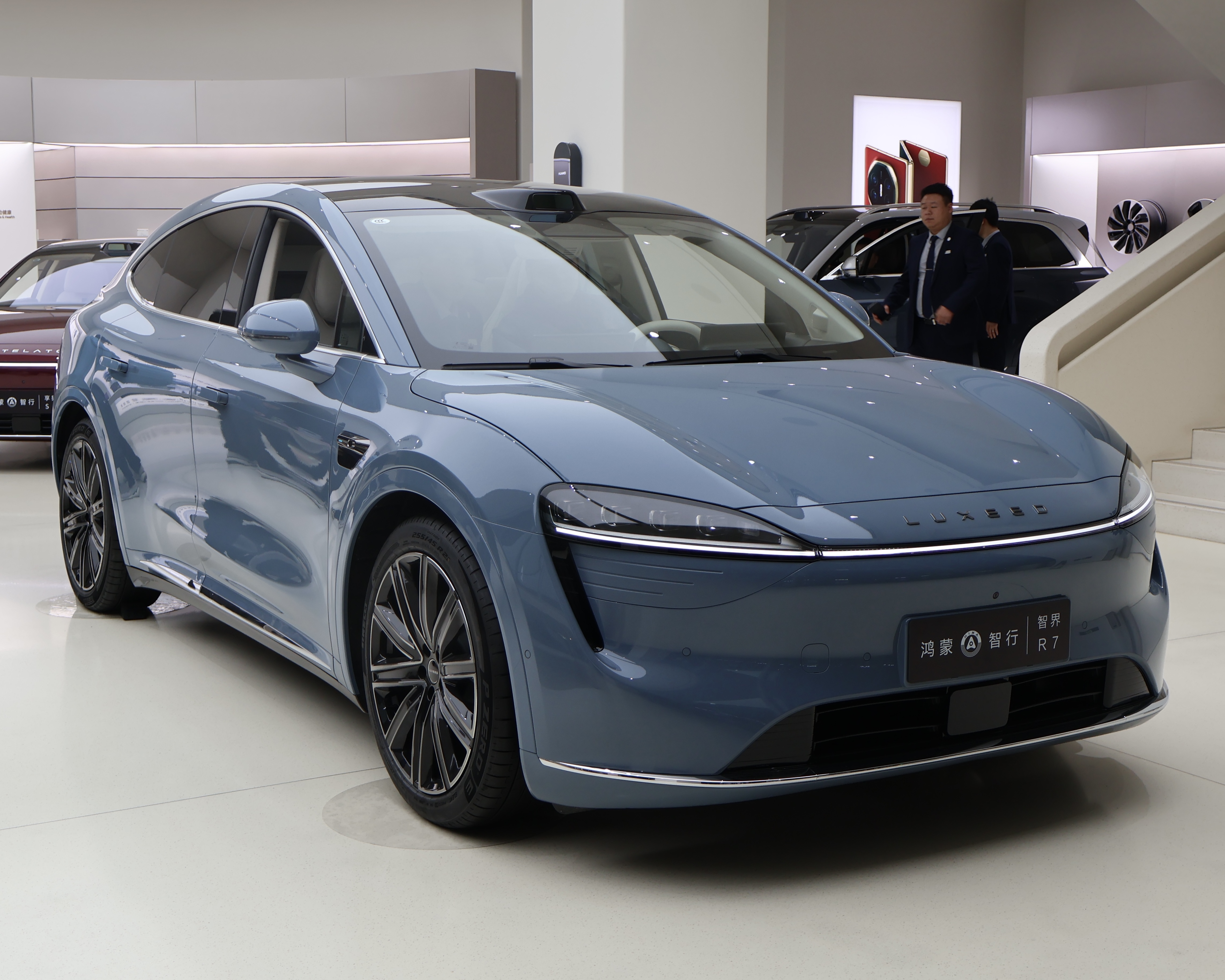
Вид спереди
Вид сзади